# Spellemannprisen 1986
Der Spellemannpris 1986 war die 15. Ausgabe des norwegischen Musikpreises Spellemannprisen. Die Nominierungen berücksichtigten Veröffentlichungen des Musikjahres 1986. Die Preisverleihung fand am 24. Januar 1987 im Oslo Konserthus statt. Die Veranstaltung wurde vom Norsk rikskringkasting (NRK) übertragen. Es gab Live-Auftritte von unter anderem Anita Skorgan und Sissel Kyrkjebø. In der Kategorie „Årets Spellemann“ wurde Sissel Kyrkjebø ausgezeichnet, den Ehrenpreis („Hedersprisen“) erhielt A-ha.

## Gewinner
| Kategorie                                      | Gewinner                                                         | Werk                                                     |
| ---------------------------------------------- | ---------------------------------------------------------------- | -------------------------------------------------------- |
| Barneplate (Kinderplatte)                      | Maj Britt Andersen                                               | Folk er rare!                                            |
| Bransjepris (Branchenpreis)                    | Svein Gundersen                                                  | –                                                        |
| Folkemusikk/Gammaldans (Volksmusik/Gammaldans) | Dalakopa                                                         | Dalakopa                                                 |
| Jazz                                           | Masqualero                                                       | Bande a part                                             |
| Juryens hederspris (Ehrenpreis der Jury)       | A-ha                                                             | –                                                        |
| Klassisk/Samtidsmusikk                         | Arve Tellefsen, Eva Knardahl, Aage Kvalbein, Jens Harald Bratlie | Griegs Sonater for fiolin/klaver (nr. 3) og cello/klaver |
| Pop                                            | A-ha                                                             | Scoundrel days                                           |
| Rock                                           | Jonas Fjeld Band                                                 | Time and Motion                                          |
| Viser (Weisen)                                 | Henning Sommerro                                                 | Neonlys på Ivar Aasen                                    |
| Åpen Klasse (Offene Klasse)                    | Det Norske Kammerkor                                             | Vinjesvingen                                             |
| Årets Musikkvideo (Musikvideo des Jahres)      | A-ha, Steve Barron                                               | Hunting High and Low                                     |
| Årets Spellemann (Spellemann des Jahres)       | Sissel Kyrkjebø                                                  | Sissel                                                   |

## Nominierte
Barneplate
- Eli Rygg, Jarl Goli: Flere sanger fra Portveien 2
- Maj Britt Andersen: Folk er rare!
- Sigmund Groven, Ove Røsbakk: Marit og trollsteinen

Folkemusikk/Gammaldans
- Dalakopa: Dalakopa
- Hans W. Brimi, Jon Faukstad, Mary Barthelemy: Bak gamle dører
- Tiriltunga: Tiriltunga

Jazz
- Bjørn Johansen Quartet: Dear Henrik
- Karin Krog: Freestyle
- Masqualero: Bande a part

Klassisk/Samtidsmusikk
- Arve Tellefsen, Eva Knardahl: Griegs Sonater nr 1 og 2 for fiolin/klaver
- Edith Thallaug, Eva Knardahl: Div. sanger
- Arve Tellefsen, Eva Knardahl, Aage Kvalbein, Jens Harald Bratlie: Griegs Sonater for fiolin/klaver (nr. 3) og cello/klaver

Pop
- A-ha: Scoundrel days
- Bjørn Eidsvåg: Dansere i natten
- Egil Eldøen: Here We Go Again

Rock
- Can Can: European rainbow
- Jonas Fjeld Band: Time and Motion
- Åge Aleksandersen: Eldorado

Viser
- Henning Sommerro: Neonlys på Ivar Aasen
- Jørn Simen Øverli: Den røde bussen
- Ryfylke: Trekkfuglar

Åpen Klasse
- Det Norske Kammerkor: Vinjesvingen
- Roar Engelberg: Panorama
- Svein Gundersen, Jørn Hoel und weitere: Filmmusikk: Drømmeslottet

Årets Musikkvideo
- A-ha, Steve Barron: Hunting High and Low
- Thowsen, Carl Fredrik Normann: Black Rain
- Tone Hulbækmo, Sverre Pedersen: Svevende jord

Årets Spellemann
- Sissel Kyrkjebø: Sissel
- Vazelina Bilopphøggers: Musikk tel arbe’
- Åge Aleksandersen: Eldorado